# 차명화
차명화(車明花, 1964년 11월 12일~)는 대한민국의 성우이다. 1986년 KBS 20기 공채 성우로 데뷔하였다. 1989년부터 프리랜서로 일한다.

## 주요 출연작품

### 애니메이션
※전체 출연작은 외부 링크를 참조
- 20면상의 아가씨 (애니맥스) - 토시에
- 개구쟁이 데니스 (KBS) - 데니스 엄마
- 개구쟁이 삐뽀 (애니원) - 엄마
- 건담 08MS소대 (애니박스) - 카렌 조슈아
  - 건담 08MS소대 밀러스 리포트 (애니박스) - 카렌
  - 건담 08MS소대 라스트 리조트 (애니박스) - 엄마
- 고민 있어요 하나 아줌마 (EBS) - 하나
- 기신병단 (투니버스) - 에바
- 기파이터 태랑 (MBC) - 치치아
- 꼬꼬마 텔레토비 (KBS) - 뽀
- 꼬비꼬비 (KBS)
- 내 사랑 미운 오리새끼 (KBS) - 다프네 선생님
- 들장미 소녀 린 (SBS) - 린 엄마
- 디어 브라더 (투니버스) - 세인트
- 디지몬 어드벤처 (KBS) - 한소라 / 고마몬-원뿔몬-쥬드몬 / 가트몬-엔젤우몬 / 리키 엄마
- 디지몬 어드벤처 02 (KBS) - 최산해 / 가트몬-엔젤우몬 / 실피드몬 / 한소라
- 레카 (EBS) - 곤지 / 가이아 / 켈렌 선생 / 베르단디
- 로미오의 푸른하늘 (KBS) - 비앙카 / 니키타
- 마법기사 레이어스 - 남혜진, 아스코트
- 마징카이저 (애니원) - 아수라(여) / 리키
- 매일엄마 (SBS, 챔프) - 엄마
- 명탐정 코난 (투니버스) - 피해자 2
- 몬스터 (투니버스) - 어린 크리스토프
- 몬타나 존스 (MBC)
- 무카무카 파라다이스 (KBS) - 다슬이 담임선생님
- 미소녀 전사 익셀리온 (투니버스) - 크로스
- 바다의 전설 장보고 (KBS) - 나나
- 바람의 검심 (애니원) - 연희 / 세나 / 시민 2 / 가게주인의 딸 / 시민 3 / 어린소년의 어머니 / 승객 7
- 배트맨 (SBS) - 포이즌 아이비 / 배트걸
- 버키와 투투 (KBS) - 알리바바
- 베리베리 뮤우뮤우 (SBS) - 오도희
- 부기팝은 웃지 않는다 (투니버스) - 부기팝 팬텀
- 뷰티풀 조 (투니버스) - 스프로켓
- 샤먼킹 (애니원) - 타오렌
- 성춘향뎐 (KBS) - 향단
- 소피는 말썽꾸러기 (EBS) - 플로빌 부인
- 수호요정 미셸 (KBS) - 살로메
- 숲 속의 전설 무시킹 (투니버스) - 그리
- 신기한 스쿨버스 (EBS) - 프리즐
- 신세기 사이버 포뮬러 (SBS, 투니버스) - 클레어
- 씽씽씽 동요나라 (SBS)
- 아장닷컴 (KBS) - 경태
- 아침안개의 무녀 (투니버스) - 고마
- 여신전사 (투니버스) - 쟈르나
- 오! 나의 여신님 (애니맥스)
- 올림포스 가디언 (SBS) - 아테나
- 요괴인간 (애니맥스) - 히나타 우라라 / 간호사 2 / 소라의 어머니 / 여자 / 미츠키의 어머니 / 뉴스기자 / 뉴스앵커 3 / 힐데프 / 여학생 3 / 초등학생 소년 2 / 로제 / 뉴스 기자
- 우바우바 마수필라미 (EBS) - 아만다
- 원피스 (KBS, 투니버스, 애니박스) - 노지코 / 마더 카르멜
- 원피스: 스트롱 월드 (투니버스) - 샤오 엄마
- 유니미니펫 (SBS) - 햄
- 유령성의 오싹오싹 이야기 (EBS) - 나오미
- 유리가면 OVA (애니원) - 유경 엄마 / 미나
- 유희왕 듀얼몬스터즈 (SBS) - 메이 발렌타인 / 조앤
- 은하공주 디지캐럿 (KBS) - 안보나
- 은하영웅 사이버트론 (SBS) - 제나
- 은하탐정 케인 (SBS) - 밀리
- 이상한 나라의 폴 (SBS)
- 제로의 사역마 (애니맥스) - 큐르케
- 조이드 신세기제로 (챔프) - 나오미 프류겔
- 진 샤프트 (애니맥스) - 소피아 갈가림
- 챔피언 죠 (애니박스) - 요코
- 쵸비츠 (애니원) - 차명화 선생님 / 코코
- 춤추는 빅베어 (SBS) - 쉐도우
- 카드왕 믹스마스터 (KBS) - 치크
- 카우보이 비밥 (투니버스)
- 코바토 (애니맥스)
- 탱구와 울라숑(KBS) - 모모 / 슈린
- 트랙시티 (SBS) - 시장
- 트리니티 블러드 (투니버스) - 카테리나 스포르자
- 틴 타이탄 (SBS)
- 파이터 바키 (애니원) - 나수진 / 이소희
- 파이팅! 대운동회 (SBS) - 금빛나
- 포켓몬스터 (SBS, 투니버스) - 지우 엄마, 간호순, 규리, 이향
- 하록의 전설 (애니맥스) - 에메랄데스
- 헌터X헌터 (애니원) - 크라피카
  - 헌터X헌터 리메이크 (애니맥스) - 크라피카
  - 헌터X헌터 OVA (애니박스) - 크라피카
- 호리 (투니버스) - 마녀 마들린
- R.O.D (애니원) - 낸시 마쿠하리
- Yes! 프리큐어5 (챔프) - 데스퍼라이어

### 극장용 애니메이션
- 곰이 되고 싶어요 (KBS) - 아기
- 드래곤볼Z 극장판 - 트랭크스
- 붉은 돼지 - 지나
- 슈퍼배드 - 그루 엄마
- 아기공룡 둘리 - 얼음별 대모험 - 공실이
- 헌터X헌터 극장판 팬텀루즈 - 크라피카
- 101마리 강아지 1~2 - 페르디타

### 영화
- 강호영웅 (KBS) - 서역 공주(진옥매)
- 결혼 만들기 (MBC) - 그웬 (골디 혼)
- 브로큰 애로우 (SBS) - 테리 (사만다 마티스)
- 구두가 발에 맞는다면 (SBS) - 태피(플로렌스 펠리)
- 귀여운 빌리 (KBS)
- 그날 하루 (KBS) - 피에르타 (너태샤 레니어)
- 그들만의 리그 (KBS) - 도리스 머피(로지 오도널/베라 존슨)
- 꼬마돼지 베이브 (KBS)
- 나의 발리우드 신부 (KBS) - 리나 (카슈미라 샤)
- 나의 장미빛 인생 (KBS) - 엄마 (미셸 라로크)
- 낫씽 투 루즈 (KBS) - 앤(켈리 프레스턴)
- 내 사랑 신디 (KBS) - 바바라(티나 캐스패리) / 로널드의 동생(세스 그린)
- 뉴욕 세 남자와 아기 (KBS)
- 달은 어디에 떠 있는가 (KBS) - 에이준 (에자와 모에코)
- 당산대형(SBS) - 빙수 장수 아가씨(묘가수)
- 댈러웨이 부인 (KBS) - 젊은 클라리사 (너태샤 매켈혼)
- 더 게임 (KBS)
- 데몰리션 맨 (SBS) - 경찰(패트리샤 리브)
- 데이비드 게일 (KBS) - 콘스탄스 해러웨이 (로라 리니) / 바바라(클레오 킹)
- 도니 다코 (KBS) - 카렌 (드류 베리모어)
- 동성서취 (KBS) - 주백통(유가령)
- 사랑의 만화경 (SBS)
- 드림캐쳐 (SBS) - 레이첼 (체라 베일리)
- 디파이언스 (KBS) - 벨라 (이벤 예일레)
- 딥 라이징 (KBS) - 레일라(우나 데이먼)
- 라스트 액션 히어로 (SBS)
- 러시아워(SBS) - 존슨(엘리자베스 페냐)
- 레알 (SBS) - 메건(제시카 볼)
- 로마의 휴일 [1997년 더빙판] (KBS) - 프란첸스카(타니아 웨버) / 길거리 여자 / 시장 상인 / 기자 / 초대 손님
- 로켓 맨 (KBS) - 줄리 (제시카 런디)
- 리썰 웨폰 (SBS) - 딕시(리시아 나프) / 경찰(게일 바우만)
- 리플리컨트 (SBS) - 앤지 (캐서린 덴트)
- 링 (SBS) - 레이첼 (나오미 와츠)
  - 링 2 (KBS) - 에이단 켈러 (데이비드 도프먼)
- 매드 맥스 3 (SBS)
- 맥멀른가의 형제들 (KBS) - 아내 (코니 브리튼)
- 맥시멈 리스크 (SBS) - 알렉스 (너태샤 헨스트리즈)
- 맨발의 경영자 (KBS) - 리사 (테리 아이벤스)
- 머니 토크 (SBS) - 그레이스 (헤더 로클리어)
- 머더 1600 (KBS) - 첸스 (다이앤 레인)
- 메리 포핀스 리턴즈 - 엘런 (줄리 월터스)
- 메이드 인 아메리카 (KBS)
- 메트로 (SBS) - 로니 (카먼 이조고)
- 무간도 (KBS) - 메리 (정수문)
- 미스테리 데이트 (SBS) - 술집 여자(카렌 캠벨)
- 바로워스 (KBS) - 피그린 (톰 펠턴)
- 배트맨 2 (SBS)
- 배트맨 포에버(KBS) - 그레이슨의 어머니(글로리 피오라몬티) / 젋은 여성(레베카 부딕)
- 비바 라스베가스 (KBS) - 러스티 마틴 (앤 마그렛)
- 비투스 (KBS) - 헬렌 (유리카 옌킨스)
- 사이렌스 (SBS) - 쉴라 (엘 맥퍼슨)
- 사이먼비치 (KBS) - 레베카 (애슐리 저드)
- 샹치와 텐 링즈의 전설 - 잉난(양자경)
- 서유기: 월광보합 (MBC) - 춘삼십랑 (남결영)
- 세 가지 색 블루 (SBS)
- 세븐 (SBS) - 굴드 부인(줄리 아라스코크)
- 쇼생크 탈출 (SBS) - 리타 헤이워드 (윌리엄 새들러)
- 슈퍼맨 2 (KBS)
- 스네이크 아이즈 (KBS) - 줄리아 (칼라 구지노)
- 스쿠비 두 (SBS) - 파멜라 앤더슨(본인) / 기자(셰릴 벤코)
- 스크림 3 (SBS) - 크리스틴 (켈리 러더포드)
- 스타쉽 트루퍼스 (KBS) - 디지 플로레스 (디나 마이어)
- 스파이 키드 3D: 게임 오버 (SBS) - 잉그릿 코테즈(칼라 구기노) / 아놀드(라이언 핑크스턴) / 게리(맷 올리리)
- 스파이더맨 (KBS) - 베티(엘리자베스 뱅크스)
- 스페이스 카우보이 (KBS) - 케러더슨 (블레어 브라운)
- 스핏파이어 그릴 (KBS) - 셸비 고더드 (마샤 게이 하든)
- 시몬 (KBS) - 시몬 (레이철 로버츠)
- 시스터 액트 2 (KBS)
- 신 철마류 (KBS)
- 십계 (KBS) - 십보라(이본 디 카를로) / 요게벳(마사 스콧)
- 쌍룡회 (KBS) - 당심 (이지)
- 아름다운 시절 (KBS) - 젊은 레기츠(리케 벤센)
- 아메리칸 뷰티 (SBS) - 안젤라 (미나 수바리)
- 아임 낫 스케어드 (SBS) - 살바토레 (스테파노 비아세)
- 야망의 제물 (SBS) - 다이아나 (이모겐 스텁스)
- 애나 앤드 킹 (SBS)
- 어글리 멜라니 (KBS) - 멜라니 (마릴루 베리)
- 어나더 이어 (KBS) - 타냐 (미셸 오스틴) / 조문객(에일린 데이비스)
- 어니스트: 유령 퇴치 작전 (KBS) - 케니(오스틴 나글레르) / 케니의 엄마(에스더 휴스턴)
- 언더 더 세임문 (KBS) - 로사리오 (케이트 델 카스티요)
- 언컨디셔널 러브 (SBS)
- 업보 (KBS)
- 에블린 (KBS) - 에블린 (소피 바바서)
- 에어 포스 원 (KBS)
- 엑소시즘 (KBS) - 클레어 (세라 윈터)
- 엘리미네이터 (SBS) - 노라 헌터 (데니즈 크로즈비)
- 오션스 트웰브 (SBS) - 몰리 (체리 존스)
- 올리버 트위스트 (SBS) - 찰리 (루이즈 체이즈)
- 와즈다 (KBS) - 엄마 (림 압둘라)
- 왕의 춤 (KBS) - 마들렌 (세실 브와)
- 용행천하 (KBS) - 아미 (곽금은)
- 우리도 사랑일까 (KBS) - 제럴딘 (세라 실버먼)
- 울어야 사는 여자 (KBS) - 스텔라 (샤론 쿠네타)
- 워터 디바이너 (KBS) - 엘리자 (재클린 매켄지)
- 웨딩 싱어 (KBS) - 엔지 (크리스티나 피클스) / 할머니(엘렌 알버티니 도우)
- 웰컴 투 사라예보 (KBS) - 제인 (케리 폭스)
- 윌리엄과 케이트의 러브스토리 (KBS) - 캐롤 (세레나 스콧 토머스)
- 유니버셜 솔져 (SBS) - 베로니카 (앨리 워커)
  - 유니버셜 솔져 2 (SBS)
- 유브 갓 메일 (SBS) - 패트리샤 (파커 포지)
- 의문의 실종 (KBS) - 테리 (멜라니 메이론)
- 인 어 베러 월드 (KBS) - 마리앤 (트리네 뒤르홀름)
- 인생은 아름다워 (KBS) - 도라 (니콜레타 브라스키)
- 잉글리시 브라이드 (KBS) - 소피 (줄리 콕스)
- 자이언트 (KBS) - 레슬리 (엘리자베스 테일러)
- 잠망경을 올려라 (KBS) - 에밀리 (로런 홀리)
- 장지웅심 (SBS)
- 제로 톨러런스 (KBS) - 헬렌 (마리에 리샤르손)
- 제리 맥과이어 (KBS) - 도로시 보이드 (러네이 젤위거)
- 제이콥의 거짓말 (KBS) - 리나 (해나 테일러고든)
- 조제, 호랑이 그리고 물고기들 (KBS) - 마작가게 손님(안누 마리) / 어린 코지(니시모토 켄타로우) / 내비게이션 음성
- 쥬라기 공원 3 (KBS) - 아만다 커비 (테아 레오니)
- 진용 (SBS)
- 챈스 일병의 귀환 (KBS) - 스테이시(페이그 터코) / 챈스의 어머니(블랑쉬 베이커)
- 철의 여인 (KBS) - 캐롤 대처(올리비아 콜먼) / 베아트리스 로버츠(엠마 듀허스트)
- 체인 리액션 (SBS) - 릴리 (레이철 바이스)
- 초콜릿 (KBS) - 카롤린 (캐리앤 모스)
- 카라멜 (KBS) - 니스린 (야스민 알마스리)
- 카사블랑카 (KBS)
- 칼리의 열 번째 여름 (KBS) - 칼리 엄마
- 캠퍼스 대소동 (SBS)
- 캣우먼 (SBS) - 오필리아 (프랜시스 콘로이)
- 컬러 퍼플 (KBS) - 네티(아코수아 버시아)
- 코 끝에 걸린 사나이 (SBS) - 차이나(메리 마라)
- 코드 46 (KBS) - 마리아 곤잘레즈 (서맨사 모턴)
- 콘 에어 (KBS) - 트리샤 (모니카 포터)
- 쿵푸 프리즌 (KBS) - 민디 (제니퍼 모리슨)
- 큐브 2 (SBS) - 케이트 (카리 매칫)
- 크래쉬 (KBS) - 크리스틴 테이어 (탠디 뉴턴)
- 크로우 (SBS) - 인디아
- 타임 머신 (SBS) - 엠마 (시에나 길로리) / 칼렌 (오메로 뭄바)
- 태양은 가득히 (KBS) - 마르주 (마리 라포레)
- 태양의 제국 (KBS)
- 터미널 스피드 (KBS)
- 턱시도 (SBS) - 셰리 (미아 코텟) / 제니퍼(세실 크리스토발)
- 트루 크라임 (SBS)
- 파이널 디씨전 (KBS) - 엘리슨(메리 엘렌 트레이너) / 게일(데이 영)
- 파이어 스톰 (KBS) - 모니카(크리스찬 허트)
- 판의 미로 - 오필리아와 세 개의 열쇠 (KBS) - 멜세데스 (마리벨 베르두)
- 팜므 파탈 (SBS) - 릴리 (리베카 로메인)
- 퍼펙트 스톰 (SBS) - 린다 (메리 엘리자베스 매스트런토니오)
- 펭 슈이 (KBS) - 조이 (크리스 아퀴노)
- 포레스트 검프 (KBS) - 제니 (로빈 라이트)
- 포이즌 아이비 (SBS)
- 프렌치 키스 (SBS) - 줄리에트 (수전 안베)
- 플루토에서 아침을 (KBS) - 엘리(에바 버시슬) / 패트릭의 이복동생(시드 영)
- 하루, 48시간 (KBS) - 마리안 (오레 아티앙)
- 하얀 풍선 (SBS) - 알리 (모센 카피리)
- 해리포터와 마법사의 돌 (SBS) - 페투니아 더즐리 (피오나 쇼)
  - 해리포터와 비밀의 방 (SBS) - 페투니아 (피오나 쇼)
- 해바라기 (KBS) - 항양 부인
- 헌티드 (KBS) - 에비(코니 닐센)
- 헬렌 켈러의 위대한 스승, 애니 설리번 (EBS) - 애니 설리번 (앨리슨 엘리엇)
- 호두까기 인헝과 4개의 왕국
- 호커스 포커스 (KBS) - 메리 (캐시 나지미)
- 호텔 르완다 (KBS) - 아처(카라 세이무어)
- 홀랜드 오퍼스(KBS) - 거트루드(얼리샤 윗/조안나 글리슨)
- 홀리 맨 (KBS) - 케이트(켈리 프레스톤)
- 황비홍 5 (SBS) - 소균 (관지림)
- 흑협 (SBS) - 야란 (엽방화)
- 10 (KBS) - 제니 (보 데릭)
- 10인의 영웅 (KBS)
- 13일의 금요일 6 (KBS) - 메건 (제니퍼 쿡)
- 3:10 투 유마 (KBS) - 에이미(비네사 쇼) / 마크(벤자민 페트리)
- 라스트맨 스탠딩 (KBS) - 루시 (알렉산드라 파워스) / 펠리나 (카리나 롬바르드)

### 외화
- 고스트 앤 크라임 (KNN) - 앨리슨 드브와 (퍼트리샤 아켓)
- 닥터 지마스 (텔레노벨라) - 호산젤라 (안드리아 홀터)
- 돌아온 판관 포청천 (OBS) - 유귀비
- 로마 (SBS) - 옥타비아 (케리 콘던)
- 리지는 사춘기 (투니버스) - 리지 (힐러리 더프)
- 불멸의 사나이 (KBS)
- 스티븐 킹의 킹덤 (KBS) - 크리스틴 (앨리슨 호삭)
- 스필버그의 어메이징 스토리 (KBS)
- 신드바드 (KBS) - 라지아 (소피 오코네도)
- 언더커버보스 넥스트 (OBS)
- 오펀 블랙 (KBS) - S부인 (마리아 도일 케네디)
- 오피스 (OBS)
- 천사들의 합창 (SBS) - 루비타 선생님
- 칭기즈칸 (KBS) - 커어룬
- 커맨더 인 치프 (KBS) - 켈리 러드로 (에버 캐러딘)
- 컴퓨터 특공대 (SBS)
- 콜드 케이스 (KBS) - 로레인 (딜레인 매슈스)
- 프라이미벌 (KBS) - 헬렌 카터(줄리엣 오브리)
- 피시는 사춘기 (KBS) - 엄마(몰리 치크)

### 게임
- 레드얼럿2 - 에바 중위
- 에베루즈 - 노이슈
- 디아블로3
- 바이오하자드: 타임 크라이시스 - 키키 와이즈버그 개로
- 세븐나이츠 - 팔라누스

### 교육
- I&I Reading Club(튼튼영어)

### 방송
- 열린TV 시청자 세상 (SBS)
- 동화나라 꿈동산 (KBS2)
- KBS 뉴스 9 (KBS1) - 2015년 2월 18일 출연

### 라디오 드라마
- KBS 무대 10년(빈가지 위에 눈꽃이 피다) (KBS 제2라디오)
- KBS 라디오 극장 10년(사로잡힌 영혼) (KBS 라디오) - 어머니
- 소설극장 (KBS 3라디오) 2006.07.08 ~ 2006.08.16 공지영 <우리들의 행복한 시간> (해설)

## 같이 보기
- 한국방송 성우극회